# The Infinity Project
The Infinity Project (TIP) — британская гоа-транс группа 1990-х годов. Среди участников были Раджа Рам, Грэм Вуд и Анджи Сиан, иногда с ними работал Саймон Посфорд. Другие участники включают Мартина Фриланда (Человек без имени) и Ника Барбера (Дуф).
В 1994 году участники Infinity Project Грэм Вуд и Раджа Рам вместе с Яном Сент-Полом основали звукозаписывающую компанию TIP Records.

## Дискография
- Feeling Weird (Чувствуя странное) — TIP Records (1995)[2]
- Mystical Experiences (Мистические переживания) — Blue Room (1995)[2]
- The Mystery of the Yeti / Mystical Experiences (Reissue) (Тайна йети / Мистические переживания (переиздание))- TIP World (2004)
- Mystical Experiences (Мистические переживания) — Avatar Records (2004)